# The voice out of the whirlwind
The voice out of the whirlwind is een compositie van Ralph Vaughan Williams (RVW). Het is geschreven voor gemengd koor begeleid door orkest of orgel. Het lied is een aparte setting uit een ander werk van RVW, namelijk Job, a masque for dancing uit 1930. RVW haalde zijn teksten uit Job 38:1-11, 38:16-17 en 40:7-10 en 40:14. De titel komt uit Job 38:1.
Opdracht voor het werk kwam van de Musicians Benevolent Fund, een stichting die jaarlijks een opdracht afgaf voor nieuwe kerkelijke muziek. De bijbehorende concerten vonden toen plaats in de St Sepulchre-without-Newgate-kerk aan Holborn Viaduct te Holborn, Londen. De eerste uitvoering vond dan ook daar plaats op 22 november 1947, de leden van het koor werden uit diverse koren geselecteerd waaronder koren van Canterbury Cathedral en St Paul's Cathedral.
In 1951 werkte RVW het werk om voor koor en orkest voor een uitvoering in Dorking, 16 juni 1951 voor het Leith Hill Festival, waarvan RVW eerder voorzitter was.

## Orkestratie
- sopranen, alten, tenoren, baritons met
  - orgel of
  - orkest in de volgende samenstelling:
    - 2 dwarsfluiten waarvan 1 ook piccolo, 2 hobo’s, 2 klarinetten, 2 fagotten (eventueel 1 contrafagot)
    - 4 hoorns, 3 trompetten, 3 trombones, 2 tuba
    - pauken, 1 harp, orgel
    - violen, altviolen, celli, contrabassen

## Discografie
- Uitgave Naxos: The Choir of Clare College, Cambridge met Ashok Gupta o.l.v. Timothy Brown (orgelversie)
- Uitgave Naxos: Royal Liverpool Philharmonic Orchestra met koor o.l.v. David Lloyd-Jones (orkestversie)